# Федорак Назар Любомирович
Наза́р Любоми́рович Федора́к (11 квітня 1974, Львів) — український поет, літературознавець, перекладач. Кандидат філологічних наук, доцент кафедри української літератури ім. акад. М. Возняка Львівського національного університету імені Івана Франка та кафедри філології Українського католицького університету.

## Життєпис
1991 року закінчив ЛСШ № 36. Вихованець Заслуженого вчителя України, громадської діячки та дисидентки Мирослави Зваричевської.
У 1996 році закінчив філологічний факультет Львівського національного (тоді ще — державного) університету імені Івана Франка за спеціальністю «філолог, викладач української мови та літератури». Того ж року вступив до аспірантури при кафедрі української літератури ім. акад. М. Возняка.
У 1999 році успішно закінчив аспірантуру, написавши кандидатську дисертацію на тему «Поетика Галицько-Волинського літопису».
З лютого 2000 року працював асистентом, а далі на посаді доцента кафедри української літератури ім. акад. М. Возняка.
Вчене звання доцента присвоєно 19 квітня 2007 року. Член редколегії видань наукового проєкту «Львівська медієвістика» та «Записок Наукового Товариства імені Т. Шевченка» (філологічна секція).
Дійсний член НТШ (2022). З лютого 2015 року є головою Літературознавчої комісії НТШ.

## Творчість
Автор десяти поетичних збірок. Вірші перекладено англійською, німецькою, польською, хорватською та сербською мовами.
Автор слів до музичного твору Олександра Козаренка «Український реквієм» для симфонічного оркестру, мішаного хору та солістів.
Автор українських перекладів тексту опери В. А. Моцарта «Cosi fan tutte» та оперного циклу Дж. Пуччіні «Триптих», що складається зі трьох одноактних опер «Плащ», «Сестра Анджеліка», «Джанні Скіккі».
Перекладає з польської (Ч. Мілош та ін.), болгарської (І. Бирзаков), англійської (Дж. Р. Р. Толкін), іспанської (Л. де Вега, Кальдерон), німецької (Ф. Ґрильпарцер), російської (Б. Пастернак, В. Набоков).

## Наукові інтереси
- історія та поетика давньої української літератури;
- історія та поетика західноєвропейської літератури Середніх віків і Відродження;
- медієвістика;
- сучасна українська література.

## Основна бібліографія

### Поетичні збірки
- «Брудершафт із собою» (Київ, 1997);
- «Крапки» (Київ, 1997);
- «Земляне тіло» (Харків, 2000);
- «Досвід повертання» (Львів, 2001);
- «Сієста» (Харків, 2003);
- «Сад божественних комах. Вибране» (Івано-Франківськ, 2004);
- «Світовий браслет» (Київ, 2008);
- «Скляний очерет» / «Р[озкриваючи] К[риптоніми]» (Львів, 2014);
- «Карпати на трьох» (спільно з Петром Мідянкою та Василем Зеленчуком) (Брустури, 2016);
- «Малокрів'я. Niedokrwistość» (przekład: Krzysztof Czyżewski) (Sejny, 2024).

### Монографії
- Федорак Н. Поетика Галицько-Волинського літопису. Наукове видання. – Львів: Львівський національний університет імені Івана Франка, 2005. – 262 с.
- Федорак Н. Вінець і вирій українського бароко. Сім наближень до Григорія Сковороди. – Харків: Акта, 2020. – 172 с.
- Федорак Н. Богородиця в давньоруській літописній історії: метафізика імені та присутности. Монографія / За редакцією проф. Богдани Криси. – Львів: Український католицький університет 2022. – 132 с. – (Серія «Львівська медієвістика», вип. 7).

### Наукові видання
- Софронова Л. Старовинний український театр / Старинный украинский театр. Пер. з рос. Н. Федорак. – Львів: ЛНУ імені Івана Франка, 2004. – 336 с.
- Возняк М. Студії над українськими літописами: Збірник наукових праць / Вступна стаття, упорядкування та коментарі Назара Федорака. – Львів: ЛНУ імені Івана Франка, 2011. – 596 с.

### Науково-популярні видання
- СковороДАР. Життя, творчість, спадок: збірка творів / укл. Н. Федорак ; пер. з давньоукраїнської Н. Косенко, Н. Федорака ; худож. К. Перепелиця. — Харків: ВД «ШКОЛА», 2022. – 416 с. : іл.
- Сковорода Григорій. МІСЯЦЕСЛОВ ЗА СКОВОРОДОЮ. Для читання на щодень. Упор. Н. Федорак, худож. Б. Поліщук — К.: А-БА-БА-ГА-ЛА-МА-ГА, 2024. — 416 с.

### Навчальні посібники
- Федорак Н. Валерій Шевчук. УСЕ для школи. Навчальний посібник для 11 класу. – Київ: Всеувито, 2001. – 64 с.
- Федорак Н. Ключові тексти Середніх віків і Відродження (Західна Європа). Навчально-методичний посібник. Львів: Український католицький університет 2021. – 300 с.

### Артбук
- SKOVORODANCE. Коло щасливих людей / Григорій Сковорода, Сергій Жадан; упорядкування Назара Федорака; коментарі Вадима Назаренка, Назара Федорака, Тараса Лютого, Олександра Філоненка; ілюстрації Віталія Кохана; дизайн Надії Величко. — Харків: Vivat, 2025. — 120 с.

## Нагороди
- 1996 – лавреат міжнародного конкурсу найкращих творів молодих українських літераторів «Гранослов»;
- 1996 – лавреат літературного конкурсу видавництва «Смолоскип»;
- 2008 – нагороджений грамотою Верховного архиєпископа Києво-Галицького Любомира (Гузара);
- 2013 – нагороджений грамотою департаменту освіти і науки Львівської обласної держадміністрації.
- 2022 – нагороджений премією імені проф. Ігоря Скочиляса за авторську наукову монографію «Богородиця в давньоруській літописній історії: метафізика імені та присутности».